# Neodímium
A neodímium egy kémiai elem, lantanoida ritkaföldfém. A rendszáma 60, vegyjele Nd. Elnevezése: Neosz (görög): új, didimosz (görög): iker szavak párosításával keletkezett, a -di- szótagot kihagyták az elem nevéből. Tulajdonságai ugyanis hasonlóak a lantán (ikerpárja) tulajdonságaihoz.

## Története
1885-ben fedezte fel Carl Auer von Welsbach osztrák vegyész Bécsben, amikor addig elemnek hitt didímiumot választott szét prazeodímiumra és neodímiumra. 
Az 1950-es évekig más előfordulása nem is volt ismert, csak ekkor tudtak 99%-os tisztaságú neodímiumot előállítani monacitból, amely ritkaföldfémeket, köztük számos lantanoidát (pl. La, Ce, Nd) tartalmaz foszfátként vagy arzenátként. A bastnäsit nevű ércben is megtalálható jelentős mennyiségben halogenidként vagy fluor-karbonátként.

## Tulajdonságai, felhasználása

### Kémiai
Gyorsan oxidálódik a szabad levegőn, amely lepattogzik, így a fém többi része is oxidálódhat – egy centiméteres nagyságú neodímium minta egy éven belül teljesen oxidálódik.
Az 1930-as évek óta a neodímium-oxidot az üveggyártásban hasznosítják, mennyiségétől függően élénkvöröstől a narancssárgán át halványliláig változhat az elszíneződés.

### Fizikai
Vas-bór (Nd2Fe14B) ötvözete a jelenleg ismert legnagyobb erejű permanens mágnes.
Az Nd2Fe14B
mágnesek felületvédelme lehet cink (Zn), nikkel (Ni), réz (Cu), arany (Au) vagy epoxigyanta, ennek hiányában korrodálódik. A kereskedelemben kapható mágneseit leggyakrabban nikkel-réz-nikkel bevonattal látják el.
Lézer előállításához is használható: Nd:YAG lézer (Neodymium doped Yttrium-Aluminium Garnet).

## Fordítás
- Ez a szócikk részben vagy egészben  a   Neodymium című angol Wikipédia-szócikk fordításán alapul.  Az eredeti cikk szerkesztőit annak laptörténete sorolja fel. Ez a jelzés csupán a megfogalmazás eredetét és a szerzői jogokat jelzi, nem szolgál a cikkben szereplő információk forrásmegjelöléseként.